# Granuli di Birbeck
I granuli di Birbeck sono granuli citoplasmatici a forma di "racchetta", caratterizzati da una porzione vacuolare e da una a bastoncello che presentano una densità centrale lineare e un'apparenza striata. Costituiscono anche una caratteristica microscopica importante, individuata in una malattia conosciuta come istiocitosi a cellule di Langerhans.
La formazione di questi granuli è indotta dalla langerina.

## Funzione
La funzione dei granuli di Birbeck non è ancora totalmente determinata ma, secondo una teoria, essi migrano alla periferia delle cellule di Langerhans e scaricano i loro contenuti nella matrice extracellulare. Secondo un'altra teoria, i granuli di Birbeck partecipano all'endocitosi mediata da recettori, simile alle "fossette rivestite" formate dalla clatrina (le cosiddette coated-pits in lingua inglese).

## Storia
I granuli di Birbeck sono stati scoperti da Michael Stanley Clive Birbeck (1925-2005), uno scienziato britannico che ha lavorato presso il Chester Beatty Cancer Research Institute, a Londra, dal 1950 fino al 1981.